# NWSL Challenge Cup 2024
Navigation
Édition précédente Édition suivante
La NWSL Challenge Cup 2024 est la cinquième édition de la NWSL Challenge Cup, à partir de cette saison le format devient celui d'une Supercoupe.

## Format
Le format passe cette saison d'une compétition du type Coupe de la ligue à un format de Supercoupe à la suite de l'augmentation du nombre d'équipes en National Women's Soccer League qui passe de 12 à 14 équipes en 2024.
La NWSL Challenge Cup 2024 se joue sur un match entre le vainqueur de la National Women's Soccer League 2023, le Gotham du NJ/NY, et le vainqueur du NWSL Shield 2023, Wave de San Diego.

## Finale
La finale a lieu le 15 mars 2024, en guise de lever de rideau de la saison 2024. Elle se joue à la Red Bull Arena à Harrison dans le New Jersey.
| Finale       | Gotham du NJ/NY | 0 – 1   | Wave de San Diego | Red Bull Arena, Harrison |                      |
| 15 mars 2024 |                 | (0 - 0) | Alex Morgan 88e   | Spectateurs : 14 241     | Spectateurs : 14 241 |
| 15 mars 2024 | rapport         |         |                   | Spectateurs : 14 241     | Spectateurs : 14 241 |